# Erreur du parieur

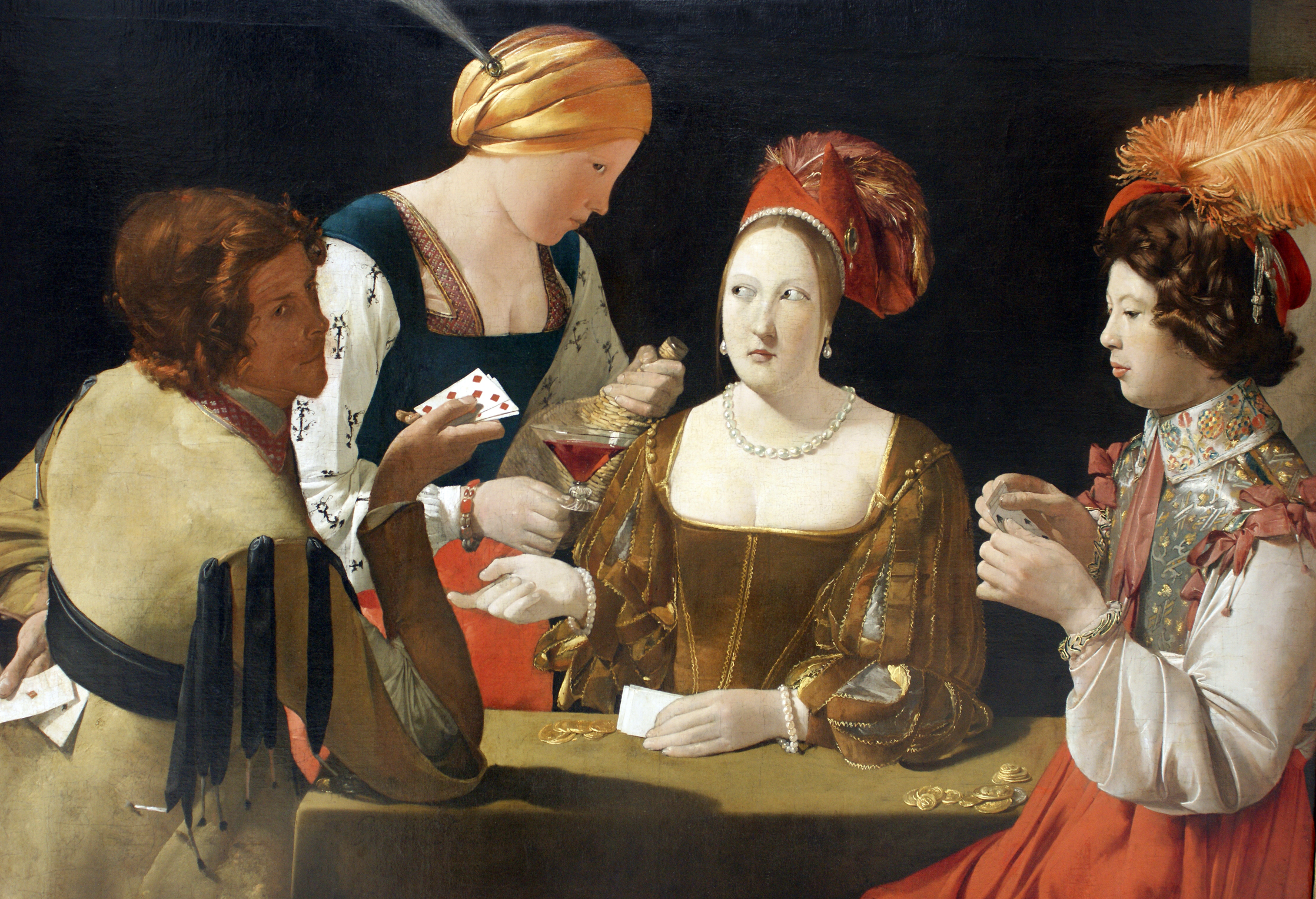
Le Tricheur à l'as de carreau, Georges de La Tour, vers 1636.

L'erreur du parieur ou sophisme du joueur est une erreur de logique consistant à croire que si, lors d'un tirage aléatoire, un résultat peu probable est obtenu un grand nombre de fois, les tirages suivants vont probablement compenser cette déviation et donner de nombreuses fois le résultat opposé. Par exemple, si en tirant à pile ou face un joueur obtient un grand nombre de fois pile, il va croire avoir plus de chance d'obtenir face lors des tirages suivants.
En réalité les tirages sont indépendants les uns des autres, et les résultats précédents n'affectent en rien les probabilités du prochain lancer.
Avec une pièce parfaitement équilibrée, nous avons donc à tout moment une chance sur deux d'obtenir pile ou face.

## Exemples

### Lancer de pièce

Au fil du temps, la proportion de lancés de pièces rouges/bleues se rapproche de 50-50, mais la différence diminue non systématiquement.

L'erreur du parieur peut être illustrée en considérant le lancer répété d'une pièce équilibrée. Les résultats des différents lancers sont statistiquement indépendants et la probabilité d'obtenir pile lors d'un seul lancer est 1/2 (une sur deux). La probabilité d'obtenir deux piles en deux lancers est 1/4 (une sur quatre) et la probabilité d'obtenir trois piles en trois lancers est 1/8 (une sur huit). En général, si Ai est l'événement où le lancer i d'une pièce équilibrée donne pile, alors :
{\displaystyle \Pr \left(\bigcap _{i=1}^{n}A_{i}\right)=\prod _{i=1}^{n}\Pr(A_{i})={1 \over 2^{n}}}.
Si après avoir obtenu quatre piles de suite, le prochain lancer de pièce donne également pile, cela compléterait une série de cinq piles successives. Comme la probabilité d'une série de cinq piles successives est 1/32 (une sur trente-deux), une personne pourrait penser que le prochain lancer serait plus susceptible de donner face plutôt que pile à nouveau. Ceci est incorrect et constitue un exemple de l'erreur du parieur. L'événement « 5 piles de suite » et l'événement « 4 premières piles, puis une face » sont également probables, chacun ayant une probabilité de 1/32. Puisque les quatre premiers lancers donnent pile, la probabilité que le prochain lancer soit pile est :
{\displaystyle \Pr \left(A_{5}|A_{1}\cap A_{2}\cap A_{3}\cap A_{4}\right)=\Pr \left(A_{5}\right)={\frac {1}{2}}}.
Alors qu'une série de cinq piles a une probabilité de 1/32 = 0,03125 (un peu plus de 3 %), le malentendu réside dans le fait de ne pas réaliser que c'est le cas uniquement avant le premier lancer de pièce. Après les quatre premiers lancers dans cet exemple, les résultats ne sont plus inconnus, donc leurs probabilités sont à ce moment-là égales à 1 (100 %). La probabilité qu'une série de lancers de pièce de n'importe quelle longueur se poursuive pour un lancer supplémentaire est toujours de 0,5. Le raisonnement selon lequel un cinquième lancer est plus susceptible d'être face parce que les quatre lancers précédents ont donné pile, avec une série de chance dans le passé influençant les chances dans le futur, constitue la base de l'erreur.

### Pourquoi la probabilité est de 1/2 pour une pièce équilibrée
Si une pièce équilibrée est lancée 21 fois, la probabilité d'obtenir 21 piles est de 1 sur 2 097 152. La probabilité d'obtenir pile après avoir déjà obtenu 20 piles d'affilée est de 1/2. En supposant une pièce équilibrée :
- La probabilité de 20 piles, puis 1 face est de 0,520 × 0,5 = 0,521
- La probabilité de 20 piles, puis 1 pile est de 0,520 × 0,5 = 0,521

La probabilité d'obtenir 20 piles puis 1 face, et la probabilité d'obtenir 20 piles puis une autre pile sont toutes deux de 1 sur 2 097 152. Lorsqu'on lance une pièce équilibrée 21 fois, le résultat est aussi susceptible d'être 21 piles que 20 piles suivies d'une face. Ces deux résultats sont tout aussi probables que n'importe quelle autre combinaison pouvant être obtenue à partir de 21 lancers d'une pièce. Toutes les combinaisons de 21 lancers auront des probabilités égales à 0,521, ou 1 sur 2 097 152. En supposant qu'un changement de la probabilité se produira à la suite du résultat des lancers précédents est incorrect car chaque résultat d'une séquence de 21 lancers est aussi probable que les autres résultats. Conformément au théorème de Bayes, le résultat probable de chaque lancer est la probabilité de la pièce équilibrée, qui est de 1/2.

### Autres exemples
L'erreur du parieur conduit à la notion incorrecte que les échecs précédents augmenteront la probabilité de succès lors de tentatives ultérieures. Pour un dé à 16 faces équilibré, la probabilité de chaque résultat est 1/16 (6,25 %). Si une victoire est définie comme le fait d'obtenir un 1, la probabilité d'obtenir au moins un 1 en 16 lancers est :
{\displaystyle 1-\left({\frac {15}{16}}\right)^{16}\approx 0,6439}
La probabilité d'une perte lors du premier lancer est de 15/16 (93,75 %). Selon l'erreur du parieur, le joueur devrait avoir une meilleure chance de gagner après qu'une perte s'est produite. La probabilité d'au moins une victoire est maintenant :
{\displaystyle 1-\left({\frac {15}{16}}\right)^{15}\approx 0,6202}
En perdant un lancer, la probabilité de gain du joueur baisse de deux points de pourcentage. Avec 5 échecs et 11 lancers restants, la probabilité de gagner tombe à environ 0,5 (50 %). La probabilité d'au moins une victoire n'augmente pas après une série d'échecs ; en fait, la probabilité de succès diminue en réalité, car il reste moins d'essais pour gagner. La probabilité de gagner sera éventuellement égale à la probabilité de gagner un seul lancer, qui est 1/16 (6,25 %) et se produit lorsque seul un lancer reste.

## Psychologie

### Origines
L'erreur du parieur découle d'une croyance en une loi des petits nombres, conduisant à la croyance erronée que les petits échantillons doivent être représentatifs de la population plus large. Selon l'erreur, les séries doivent finalement s'équilibrer pour être représentatives. Amos Tversky et Daniel Kahneman ont d'abord proposé que l'erreur du parieur soit un biais cognitif produit par une heuristique psychologique appelée l'heuristique de représentativité, qui stipule que les gens évaluent la probabilité d'un événement en évaluant à quel point il est similaire aux événements qu'ils ont déjà vécus, et à quel point les événements entourant ces deux processus sont similaires,. Selon cette perspective, « après avoir observé une longue série de rouges sur la roulette, par exemple, la plupart des gens croient à tort que le noir donnera une séquence plus représentative que l'occurrence d'un rouge supplémentaire »,, ainsi les gens s'attendent à ce qu'une série courte d'issues aléatoires partage des propriétés d'une série plus longue, spécifiquement en ce que les écarts par rapport à la moyenne devraient s'équilibrer. Lorsqu'on demande aux gens de créer une séquence aléatoire de lancers de pièces, ils ont tendance à créer des séquences où la proportion de piles et de faces reste plus proche de 0,5 dans tout segment court que ce qui serait prédit par hasard, un phénomène connu sous le nom de insensibilité à la taille de l'échantillon. Kahneman et Tversky interprètent cela comme signifiant que les gens croient que les courtes séquences d'événements aléatoires devraient être représentatives de celles plus longues. L'heuristique de représentativité est également invoquée derrière le phénomène lié de l'illusion de regroupement, selon laquelle les gens voient des séries d'événements aléatoires comme étant non aléatoires lorsque de telles séries sont en réalité beaucoup plus susceptibles de se produire dans de petits échantillons que les gens ne s'y attendent.
L'erreur du parieur peut également être attribuée à la croyance erronée que le jeu, ou même le hasard lui-même, est un processus équitable qui peut se corriger en cas de séries, connu sous le nom d'hypothèse d'un monde juste. D'autres chercheurs estiment que la croyance en cette erreur peut être le résultat d'une croyance erronée en un locus de contrôle interne. Lorsqu'une personne croit que les résultats du jeu sont le résultat de ses propres compétences, elle peut être plus susceptible de l'erreur du parieur car elle rejette l'idée que le hasard pourrait surmonter la compétence ou le talent.

### Variantes
Certains chercheurs pensent qu'il est possible de définir deux types d'erreur du parieur : le type un et le type deux. Le type un est l'erreur classique du parieur, où les individus croient qu'un résultat particulier est dû après une longue série d'un autre résultat. L'erreur du parieur de type deux, telle que définie par Gideon Keren et Charles Lewis, se produit lorsqu'un parieur sous-estime le nombre d'observations nécessaires pour détecter un résultat favorable, comme observer une roulette pendant un certain temps puis parier sur les numéros qui apparaissent le plus souvent. Pour des événements présentant un degré élevé d'aléatoire, détecter un biais qui conduira à un résultat favorable prend un temps impraticablement long et est très difficile, voire impossible, à faire. Les deux types diffèrent en ce que le type un suppose à tort que les conditions de jeu sont justes et parfaites, tandis que le type deux suppose que les conditions sont biaisées et que ce biais peut être détecté après un certain laps de temps.
Une autre variante, connue sous le nom d'erreur rétrospective du parieur, se produit lorsque les individus jugent qu'un événement apparemment rare doit provenir d'une séquence plus longue qu'un événement plus courant. La croyance selon laquelle une séquence imaginaire de lancers de dés est plus de trois fois plus longue lorsqu'un ensemble de trois six est observé que lorsqu'il y a seulement deux six. Cet effet peut être observé de manière isolée, voire séquentielle. Un autre exemple impliquerait d'entendre qu'une adolescente a eu des rapports sexuels non protégés et tombe enceinte une certaine nuit, et de conclure qu'elle a eu des rapports sexuels non protégés pendant une période plus longue que si l'on entendait qu'elle avait eu des rapports sexuels non protégés mais n'était pas tombée enceinte, alors que la probabilité de tomber enceinte à la suite de chaque rapport sexuel est indépendante de la quantité de rapports sexuels antérieurs.

### Relation avec la croyance en la main chaude
Une autre perspective psychologique affirme que l'erreur du parieur peut être considérée comme le pendant de la hot-hand fallacy du basketball, dans laquelle les gens ont tendance à prédire le même résultat que l'événement précédent — appelé récence positive — ce qui conduit à croire qu'un joueur à fort rendement continuera à marquer. Dans l'erreur du parieur, les gens prédisent le résultat opposé de l'événement précédent — récence négative — en croyant que puisque la roulette est tombée sur le noir lors des six occasions précédentes, elle est due à tomber sur le rouge la prochaine fois. Ayton et Fischer ont théorisé que les gens affichent une récence positive pour l'erreur de la main chaude parce que l'erreur traite de la performance humaine, et que les gens ne croient pas qu'un objet inanimé peut devenir « chaud ». La performance humaine n'est pas perçue comme aléatoire, et les gens sont plus susceptibles de continuer les séries lorsqu'ils croient que le processus générant les résultats est non aléatoire. Lorsqu'une personne présente l'erreur du parieur, elle est plus susceptible de présenter également l'erreur de la main chaude, ce qui suggère qu'une seule construction est responsable des deux erreurs.
La différence entre les deux erreurs se trouve également dans la prise de décision économique. Une étude de Huber, Kirchler et Stockl en 2010 a examiné comment la main chaude et l'erreur du parieur sont manifestées sur le marché financier. Les chercheurs ont donné à leurs participants le choix : ils pouvaient soit parier sur le résultat d'une série de lancers de pièce, utiliser un avis d'expert pour influencer leur décision, ou choisir une alternative sans risque pour une récompense financière plus petite. Les participants se sont tournés vers l'avis d'expert pour prendre leur décision 24 % du temps sur la base de leur expérience passée de succès, ce qui illustre la main chaude. Si l'expert avait raison, 78 % des participants ont choisi l'avis de l'expert à nouveau, contre 57 % le faisant lorsque l'expert avait tort. Les participants ont également manifesté l'erreur du parieur, leur choix de pile ou face diminuant après avoir remarqué une série de l'un ou l'autre résultat. Cette expérience a contribué à renforcer la théorie d'Ayton et Fischer selon laquelle les gens mettent plus de foi dans la performance humaine que dans des processus apparemment aléatoires.

### Neurophysiologie
Bien que la heuristique de représentativité et d'autres biais cognitifs soient les causes les plus couramment citées de l'erreur du parieur, des recherches suggèrent qu'il peut également exister un composant neurologique. L'imagerie par résonance magnétique fonctionnelle a montré qu'après avoir perdu un pari ou une mise, appelé perte de risque, le réseau fronto-pariétal du cerveau est activé, ce qui entraîne un comportement plus risqué. En revanche, il y a une diminution de l'activité dans l'amygdale, le noyau caudé, et le striatum ventral après une perte de risque. L'activation dans l'amygdale est négativement corrélée avec l'erreur du parieur, de sorte que plus l'activité dans l'amygdale est élevée, moins il est probable qu'un individu soit victime de l'erreur du parieur. Ces résultats suggèrent que l'erreur du parieur repose davantage sur le cortex préfrontal, qui est responsable des processus exécutifs, dirigés vers un objectif, et moins sur les zones du cerveau qui contrôlent la prise de décision affective.
Le désir de continuer à jouer ou à parier est contrôlé par le striatum, qui soutient une méthode d'apprentissage de la contingence entre choix et résultats. Le striatum traite les erreurs de prédiction et le comportement change en conséquence. Après une victoire, le comportement positif est renforcé et après une perte, le comportement est conditionné pour être évité. Chez les individus présentant l'erreur du parieur, cette méthode de contingence entre choix et résultats est altérée, et ils continuent à prendre des risques après une série de pertes.